# بيل مارشال (منتج أفلام)
بيل مارشال (بالإنجليزية: Bill Marshall)‏ هو منتج أفلام بريطاني، ولد في 1939، وتوفي في 2017.